# Chinteni
Chinteni là một xã thuộc hạt Cluj, România. Dân số thời điểm năm 2002 là 2786 người.